# لغة فالارية
اللغة الفالارية (بالإنجليزية: Valyrian language)‏ هي لغة خيالية أو لغة مصطنعة تم اختراعها في سلسلة روايات جورج ر. ر. مارتن أغنية الجليد والنار والمسلسل التلفزيوني المبني على الروايات صراع العروش.
في الروايات، غالبا ما يتم ذكر اللغة الفالارية العليا واللغات المشتقة منها، ولكنها لم تتطور أكثر من كونها بضع كلمات. في المسلسل التلفزيوني صراع العروش، طور دايفيد جاي بيترسون اللغة الفالارية العليا، فضلا عن اللغة المشتقة منها والمسماة اللغة الفالارية الأستابورية، وذلك استنادا إلى المقتطفات التي وردت في الروايات الأصلية.

## مكانة اللغة الفالارية العليا
في عالم روايات أغنية الثلج والنار، تحتل اللغة الفالارية العليا مكانة ثقافية مماثلة لتلك التي احتلتها اللغة اللاتينية في أوروبا في القرون الوسطى. وتصف الروايات هذه اللغة بأنها لم تعد تستخدم كلغة للتواصل اليومي، وإنما كلغة التعلم والتعليم بين نبلاء ويستروس وإيسوس، مع الكثير من المؤلفات والأغاني المكتوبة باللغة الفالارية.

## وصلات خارجية
- ويكي اللغات لسلسلة روايات أغنية الجليد والنار
  - تعلم اللغة الفالارية العليا
  - تعلم اللغة الفالارية الأستابورية